# Viktor Schwanneke
Scènes principales
Bayerische Staatsoper
Bayerisches Staatsschauspiel
Viktor Schwanneke (né le 8 février 1880 à Hedwigsburg, mort le 7 juin 1931 à Berlin) est un acteur allemand.

## Biographie
Schwanneke est d'abord commis de banque à Hanovre et apprend la comédie peu après le début du siècle. Initialement engagé au Union-Theater, une scène d'été à Hanovre, il vient à Rudolstadt à l'automne 1904 pour son premier engagement permanent. Suivent des engagements théâtraux à Francfort-sur-l'Oder et Stettin. En 1908, il part à Munich pour prendre un engagement au Hoftheater et a des rôles de premier ordre.
En 1916, le metteur en scène Maximilian Sladek l'emmène à Berlin pour une représentation en tant qu'invité, d'abord dans une comédie Der Floh im Panzerhaus. Au moment de la révolution de 1918, Schwanneke vaà Munich et accepte d'être le directeur par intérim du Bayerischen Staatstheater (Staatsoper et Staatsschauspiel). En 1920, il s'installe finalement à Berlin et travaille d'abord comme acteur et metteur en scène au Kleiner Schauspielhaus à Charlottenburg ; il est présent aussi à la Volksbühne et à la Tribüne (de). Peu de temps avant sa mort, il a l'un de ses plus grands succès sous la direction artistique de Max Reinhardt dans Der Schwierige (de), une comédie de Hugo von Hofmannsthal.
En plus de son travail théâtral, Viktor Schwanneke œuvre dans le syndicalisme et s'occupe également des questions sociales de ses collègues. Il est membre du conseil d'administration de la Coopérative des artistes de scène allemands (de).
Dans l'entre-deux-guerres, de 1922 à immédiatement avant sa mort en 1931, il assume un grand nombre de rôles de figuration dans des films pas trop importants.
Schwanneke est à partir de mars 1922 le propriétaire de Weinstubes portant son nom dans la Rankestraße (de), un lieu de rencontre d'artistes pour les gens du cinéma et du théâtre.
Viktor Schwanneke meurt à Berlin en 1931 à 51 ans et est enterré dans l'ancien cimetière Saint-Matthieu de Berlin-Schöneberg. Sa tombe a disparu.
Il est le père de l'actrice Ellen Schwanneke.

## Filmographie
- 1918 : Die Knallzigarre
- 1918 : Im Laden nebenan
- 1922 : Der bekannte Unbekannte
- 1922 : Marie-Antoinette (de)
- 1923 : Der Liebe Pilgerfahrt
- 1923 : Dämon Zirkus
- 1923 : Ein Weib, ein Tier, ein Diamant
- 1924 : Horrido
- 1924 : Neuland
- 1925 : Kampf um die Scholle
- 1925 : Komödianten
- 1928 : Ich hatte einst ein schönes Vaterland
- 1930 : Valse d'amour (de)
- 1930 : Anny…  music-hall
- 1930 : Terra Melophon Magazin Nr. 1
- 1931 : Moritz macht sein Glück
- 1931 : … und das ist die Hauptsache!?
- 1931 : D-Zug 13 hat Verspätung
- 1931 : Schachmatt